# Portugal nos Jogos Europeus de 2019
Portugal participa nos Jogos Europeus de 2019. A responsável pela equipa nacional é o Comité Olímpico de Portugal.
O portador da bandeira na cerimónia de abertura foi o jogador de tênis de mesa Marcos Freitas.

## Medalhistas
A equipa de Portugal tem obtido as seguintes medalhas:
| Nome                                                            | Desporto               | Competição                     |
| --------------------------------------------------------------- | ---------------------- | ------------------------------ |
| Ouro                                                            |                        |                                |
| Equipa                                                          | Futebol de praia       | Equipa Mista                   |
| Carlos Nascimento                                               | Atletismo              | 100 m M                        |
| Fu Yu                                                           | Ténis de Mesa          | Ténis de mesa F                |
| Prata                                                           |                        |                                |
| Nelson Oliveira                                                 | Ciclismo em estrada    | Contrarrelógio M               |
| Francisca Maia Francisca Sampaio Maia Bárbara da Silva Sequeira | Ginástica acrobática   | Grupo – Dinâmico F             |
| Francisca Maia Francisca Sampaio Maia Bárbara da Silva Sequeira | Ginástica acrobática   | Grupo – Concorro completo F    |
| Fernando Pimenta                                                | Canoagem               | K-1 1000 m M                   |
| Fernando Pimenta                                                | Canoagem               | K-1 5000 m M                   |
| Equipa                                                          | Judo                   | Equipa Mista                   |
| Bronze                                                          |                        |                                |
| Ricardo dos Santos Cátia Azevedo Rivinilda Mentai João Coelho   | Atletismo              | Perseguição por relevos mistos |
| Francisca Maia Francisca Sampaio Maia Bárbara da Silva Sequeira | Ginástica acrobática   | Grupo – Balanço F              |
| Diogo Ganchinho                                                 | Ginástica de trampolim | M Individual                   |
| Telma Monteiro                                                  | Judo                   | –57 kg F                       |
| Patrícia Esparteiro                                             | Karaté                 | Kata F                         |
| Tiago Apolónia Marcos Freitas João Monteiro                     | Ténis de Mesa          | Equipa M                       |